# Cernîn, Zaricine
Cernîn (în ucraineană Чернин) este un sat în așezarea urbană Zaricine din regiunea Rivne, Ucraina.

## Demografie
Componența lingvistică a localității Cernîn
     Ucraineană (99,15%)
     Alte limbi (0,85%)
Conform recensământului din 2001, majoritatea populației localității Cernîn era vorbitoare de ucraineană (99,15%), existând în minoritate și vorbitori de alte limbi.